# Galina
Galina (auch Halina oder Halyna) ist ein weiblicher Vorname.

## Herkunft und Bedeutung
Der Name Galina kommt von  altgriechisch γαλήνη Galene und bedeutet ursprünglich ‚Stille (See)‘, ‚Ruhe‘ oder ‚Frieden‘.

## Varianten
Koseformen sind Galja oder Gala.
Das Russische erlaubt zusätzlich folgende Formen: Galinka, Galotschka, Galtschjonok, Galka, Galjuntschik etc.
Die polnische und tschechische Namensvariante ist Halina, die ukrainische Halyna.

## Namensträgerinnen

### Galina
- Galina Astafei (* 1969), deutsche und ehemals rumänische Leichtathletin, siehe Alina Astafei
- Galina Beloserowa (1950–2021), sowjetische Schauspielerin
- Galina Bogomolowa (* 1977), russische Langstreckenläuferin
- Galina Bystrowa (1934–1999), geb. Galina Dolschenkowa, sowjetische Leichtathletin
- Galina Frolowa (1918–2001), sowjetische Schauspielerin und Synchronsprecherin
- Galina Grigorjewa (1917–1969), sowjetische Schauspielerin
- Galina Krutikowa (* 1960), Künstlername Gal Rasché, russisch-österreichische Dirigentin und Pianistin
- Galina Kuklewa (* 1972), russische Biathletin
- Galina Kulakowa (* 1942), russische Skilangläuferin
- Galina Agafja Kusmenko (1892–1978), ukrainische Anarchistin, Partnerin Machnos
- Galina Lichatschowa (* 1977), russische Eisschnellläuferin
- Galina Maltschugina (* 1962), russische Leichtathletin
- Galina Nikolajewa (1911–1963), russische Schriftstellerin
- Galina Polskich (* 1939), russische Schauspielerin
- Galina Prosumenschtschikowa (1948–2015), russische Schwimmsportlerin
- Galina Romanowa (1918–1944), russische Ärztin und Widerstandskämpferin gegen den Nationalsozialismus
- Galina Schirschina (* 1979), russische Politikerin und Psychologin
- Galina Skiba (* 1984), russische Eishockeyspielerin
- Galina Starowoitowa (1946–1998), russische Menschenrechtsaktivistin, Ethnologin und Politikerin
- Galina Stepanskaja (* 1949), russische Eisschnellläuferin
- Galina Sybina (1931–2024), russische Leichtathletin
- Galina Tschistjakowa (* 1962), russische Weitspringerin
- Galina Ulanowa (1910–1998), russische Primaballerina
- Galina Ustwolskaja (1919–2006), russische Komponistin
- Galina Wischnewskaja (1926–2012), russische Sopranistin
- Galina Woltschek (1933–2019), russische Theater- und Filmschauspielerin und Theaterregisseurin

### Halina
- Halina Auderska (1904–2000), polnische Romanschriftstellerin, Dramatikerin, Hörspielautorin, Publizistin, Lexikografin und Politikerin
- Halina Bendkowski (* 1949), polnische Journalistin, Herausgeberin, Politikerin, Aktivistin der Feministinnen- und Lesbenszene
- Halina Bertram (* 1971), tschechische Pianistin
- Halina Birenbaum (* 1929), israelische Schriftstellerin
- Halina Czerny-Stefańska (1922–2001), polnische Pianistin
- Halina Dyrschka (* 1975), deutsche Filmregisseurin, Drehbuchautorin und Filmproduzentin
- Halina Golanko (* 1948), polnische Schauspielerin
- Halina Gołczowa (1901–1963), polnische Dichterin und KZ-Überlebende
- Halina Herrmann (* 1938), polnisch-deutsche Leichtathletin und Olympiasiegerin
- Halina Martha Jäkel (* 1989), deutsche Schauspielerin und Regisseurin
- Halina Jaworski (* 1952), deutsche Malerin und bildende Künstlerin
- Halina Kobeckaitė (* 1939), litauische Diplomatin
- Halina Konopacka (1900–1989), polnische Leichtathletin
- Halina Krahelska (1886–1945), polnische Schriftstellerin, Publizistin und Aktivistin, Opfer der NS-Besetzung
- Halina Kratochwil (* 1972), deutsche Kostüm- und Bühnenbildnerin
- Halina Lewicka (1906–1983), polnische Romanistin
- Halina Lukaschenka (* 1955), Ehefrau Aljaksandr Lukaschenkas und seit 1994 First Lady von Belarus
- Halina Nowacka-Durnaś (1909–2005), polnische Pianistin und Pädagogin
- Halina Pawlowská (* 1955), tschechische Schriftstellerin, Dramaturgin, Publizistin und Verlegerin
- Halina Reijn (* 1975), niederländische Schauspielerin
- Halina Szymańska, polnische Widerstandskämpferin
- Halina Wawzyniak (* 1973), deutsche Politikerin
- Halina Zalewska (1940–1976), italienische Schauspielerin

### Halyna
- Halyna Hereha (* 1959), ukrainische Politikerin und Geschäftsfrau
- Halyna Hutchins (1979–2021), ukrainisch-US-amerikanische Kamerafrau
- Halyna Kaltschenko (1926–1975), ukrainische Bildhauerin
- Halyna Kruk (* 1974), ukrainische Schriftstellerin, Übersetzerin und Hochschullehrerin
- Halyna Oschejko (* 1979), ukrainische Beachvolleyballspielerin
- Halyna Petrossanjak (* 1969), ukrainische Dichterin, Übersetzerin und Literaturkritikerin
- Halyna Polywanowa (1929–2020), sowjetisch-ukrainische Sopranistin und Musikpädagogin
- Halyna Pundyk (* 1987), ukrainische Säbelfechterin, Olympiasiegerin und Weltmeisterin
- Halyna Schuljewa (* 1966), ukrainische Marathonläuferin
- Halyna Schyjan (* 1980), ukrainische Schriftstellerin, Übersetzerin und Straßenfotografin
- Halyna Sewruk (1929–2022), ukrainische Keramikerin, Malerin und Grafikerin
- Halyna Smijewska (* 1952), ukrainische Eiskunstlauf-Trainerin

### Sonstige
- Der russische Autor Alexander Purer entnahm sein Pseudonym Galin dem Vornamen seiner Leningrader Kommilitonin und späteren Ehefrau „Galina“.